# Roland Theis
Pour les articles homonymes, voir Theis.
Roland Theis (né le 17 mars 1980 à Neunkirchen dans la Sarre) est un homme politique (CDU) et juriste franco-allemand. Il est député au Parlement du Land de Sarre entre 2009 et 2017. À partir de mai 2017, il est secrétaire d’État au sein du Ministère de la Justice et plénipotentiaire pour les Affaires européennes du Land de la Sarre.

## Biographie
Après ses études de droit et de sciences politiques à l’Université de la Sarre et l’Université Paul Cézanne Aix-Marseille III, il passe son premier examen d’État juridique en 2005 et son second examen d’État en 2008, ayant réussi les deux examens avec mention. Il travaille ensuite comme juriste pour la banque régionale de la Sarre.
L’ancien lauréat de la bourse de la Fondation Konrad-Adenauer a été chargé de cours à l’Université de la Sarre, entre autres, pour le droit constitutionnel et le droit des médias. De plus, il enseigne le droit constitutionnel à l’Université de Lorraine à Nancy et également le droit administratif allemand à l’Université Panthéon-Assas. Il fait partie des Alumni du Marshall Memorial Fellowship du German Marshall Fund ainsi que de l'American Jewish Committee.
Entre 2005 et 2010, il est le président de la Junge Union en Sarre, formation politique des jeunes de la CDU de Sarre, et membre de sa commission internationale au niveau fédéral en Allemagne. Roland Theis est président de la CDU du district Neunkirchen depuis 2018. En 2009, il est élu député du Landtag de Sarre, réélu en 2012 puis en 2017. Après 2017, il est secrétaire d'État à la Justice et plénipotentiaire aux affaires européennes. Lors des élections pour le Parlement européen, Roland Theis fut tête de liste de la CDU Saar. Malgré le meilleur résultat du Land, le niveau d’abstention élevé n’a pas permis de valider son élection à ce mandat.
Roland Theis est président du conseil de surveillance de la société de développement du Land de Sarre (Landesentwicklungsgesellschaft des Saarlandes) depuis 2018.
Il a été le premier sarrois à siéger au conseil d'administration de la « Fondation Entente Franco-Allemande (FEFA) » de 2014 jusqu'à la fusion de cette dernière avec l'Office franco-allemand pour la jeunesse. L’objectif de la FEFA était de promouvoir les relations franco-allemandes au sein de la Grande Région.
Dans le cadre du projet « Business Act Grand-Est » de la Région Grand-Est et de la Préfecture du Grand-Est, Roland Theis, seul représentant politique allemand au sein de cette instance, a présidé le groupe de travail dédié aux relations transfrontalières.
Fils d’une alsacienne et d’un sarrois, il possède la nationalité allemande ainsi que française.
Il est marié et père d’une fille et d’ un fils.